# Cedrela angustifolia
Cedrela angustifolia és una espècie botànica, fanerògama de la família de les meliáceas.

## Distribució i hàbitat
Es troba a l'Argentina, Bolívia, Brasil, el Paraguai, el Perú, Equador; fins als 3.400 msnm. Està amenaçada per pèrdua d'hàbitat.

## Descripció
És un arbre inerme, de 7 a 17 m d'altura, amb fust recte, de fins a 12 dm de diàmetre. Floreix australment, de novembre a gener; fructifica de febrer a març. Summament explotat per la seva fusta. Fulles, en refregar-les, donen olor desagradable.

## Ús
Molt apreciada per la seva fusta: pes específic de 460 kg/m³, és lleugera i bastant dura.
Per obertures exteriors i interiors, persianes, mobles fins, xapes i llistons.

## Taxonomia
Cedrela angustifolia va ser descrita per Sessé & Moc. ExDC. i publicat en Prodromus Systematis Naturalis Regni Vegetabilis 1: 624. 1824.
Etimologia
Cedrela: nom genèric que és un diminutiu de Cedrus.
angustifolia: epítet llatí que significa "amb fulles estretes".
Sinonímia
- Cedrela boliviana Rusby
- Cedrela herrerae Harms
- Cedrela lilloi C.dc.
- Cedrela steinbachii Harms
- Pterosiphon multivenius Turcz.
- Surenus angustifolia (DC.) Kuntze[4]

## Nom comú
- Atoc cedre, cedre bayo, cedre coya, cedre d'altura, cedre de Tucumán, cedre del turó, cedre pelut, cedre verge.[5]